# Видемар
Видемар (нем. Wiedemar) — община в Германии, в земле Саксония. Подчиняется административному округу Лейпциг. Входит в состав района Северная Саксония.  До 2013 года входила в административное сообщество Видемар. Население составляет 2094 человека (на 31 декабря 2010 года). Занимает площадь 34,39 км².
Община подразделяется на 7 сельских округов.

## Население
| Год  | Численность | Численность |
| ---- | ----------- | ----------- |
| 2017 | 5234        | [ 1 ]       |
| 2019 | 5251        | [ 3 ]       |
| 2021 | 5385        | [ 4 ]       |
| 2022 | 5436        | [ 5 ]       |
| 2023 | 5483        | [ 2 ]       |